# Бен (вірменська літера)
Բ, բ (бен, вірм. բեն) — друга літера вірменської абетки. Її прототипом вважають грецьку β. Від поєднання назв літер Ա «айб» та Բ «бен» утворилось слово «айбубен» (буквально: айб і бен) — алфавіт.
Позначає звук /b/ у класичній вірменській мові та в східному діалекті. В західному — /pʰ/.
Числове значення — 2. Транслітерація — Б.
В Юнікоді має такі коди: U+0532 для Բ, U+0562 для բ. В інших типах кодування відсутня.
| Вірменська абетка | Вірменська абетка |
| --- | ----------------- |
| Ա · Բ · Գ · Դ · Ե · Զ · Է · Ը · Թ · Ժ · Ի · Լ · Խ · Ծ · Կ · Հ · Ձ · Ղ Ճ · Մ · Յ · Ն · Շ · Ո · Չ · Պ · Ջ · Ռ · Ս · Վ · Տ · Ր · Ց · Ւ · Փ · [[Ке (вірменська літера)\|АплКо |                   |